# Sybra fortiscapa
Sybra fortiscapa är en skalbaggsart som beskrevs av Stefan von Breuning 1942. Sybra fortiscapa ingår i släktet Sybra och familjen långhorningar. Inga underarter finns listade i Catalogue of Life.